# Paraclaravis
Paraclaravis ist eine Gattung der Taubenvögel, die zur Unterfamilie der Amerikanischen Kleintauben gehört. Zur Gattung werden in der Regel drei Arten gerechnet, die in Nord-, Mittel- und Südamerika beheimatet sind. Zwei Arten werden von der IUCN als derzeit nicht gefährdet eingestuft. Das Purpurbrusttäubchen gilt dagegen als stark bedroht. Sein Bestand ist seit dem Beginn des 20. Jahrhunderts dramatisch zurückgegangen und wird nur noch auf 50 bis 249 Individuen eingestuft.

## Erscheinungsbild
Paraclaravis sind kleine Taubenvögel. Das Blautäubchen erreicht nur eine Körperlänge von 21 Zentimeter. Das Purpurbrusttäubchen ist mit 22 Zentimetern nur geringfügig größer.
Wie für amerikanische Kleintauben charakteristisch ist ihre Gestalt kompakt. Dem Gefieder fehlen auffällige Farben. Grau- und Brauntöne mit schwarzen Flecken und Federsäumen überwiegen. Sehr ungewöhnlich für eine Taubenart ist der Geschlechtsdimorphismus bei allen drei Arten. Die Männchen sind überwiegend blaugrau. Die Weibchen dagegen sind braun bis zimtbraun.

## Verbreitung und Lebensraum
Das Verbreitungsgebiet der Paraclaravis erstreckt sich vom Süden Nordamerikas über Mittelamerika und Inseln der Karibik bis nach Peru, Bolivien, Argentinien und Paraguay. Das am weitesten nach Norden reichende Verbreitungsgebiet hat das Blautäubchen, das im Süden Mexikos vorkommt. Es hat gleichzeitig auch das größte Verbreitungsgebiet, denn Blautäubchen sind bis in den Norden Argentiniens, den Süden Brasiliens und Paraguay verbreitet. Ebenfalls sehr groß ist das Verbreitungsgebiet des Purpurbrusttäubchens. Es kommt von Südmexiko bis in die Gebirge des Südostens Perus vor. Das kleinste Verbreitungsgebiet hat Geoffroys Täubchen, das nur im Südosten Brasiliens und dem angrenzenden Gebiet von Paraguay vorkommt.
Paraclaravis sind Arten von locker bewaldeten Regionen bis dichterem Wald. Das Geoffroy Täubchen kommt beispielsweise auch in dichteren Wäldern vor und das Purpurbrusttäubchen bewohnt Gebirgswälder. Sein Verbreitungsgebiet gilt als mittlerweile stark fragmentiert.

## Verhalten
Alle Paraclaravis-Arten sind Samenfresser, die sie bevorzugt am Boden aufnehmen. Das Geoffroy Täubchen frisst bevorzugt die Samen von zwei Bambusarten, nämlich Gadua chacoensis und Gadua trinii. Die Taube ist damit abhängig von den Reifezeiten dieser Bambusarten, die in den einzelnen Regionen des Verbreitungsgebietes synchron abläuft. Geoffroy Täubchen müssen deswegen zur Nahrungssuche sehr große Strecken zurücklegen.
Bei allen Arten wird Schwarmbildung beobachtet. Außerhalb der Brutzeit kommen beim Blautäubchen Schwärme mit 100 Individuen vor. Bei dem Geoffroy Täubchen wurden solche Schwarmgrößen noch zu Beginn des 20. Jahrhunderts beobachtet. Heute sind selbst Beobachtungen von Trupps mit fünf Tieren sehr selten.
Die Nester werden in Bäumen und Sträuchern errichtet. Das Nest ist immer nur sehr locker zusammengefügt. Das Gelege besteht aus zwei weißen Eiern. Die Fortpflanzungsgewohnheiten sind nur beim Blautäubchen genauer untersucht. Bei dieser Art beträgt die Brutdauer 14 Tage. Die Nestlinge sind nach 13 bis 14 Tagen flügge.

## Arten
Folgende Arten werden zu den Paraclaravis gerechnet:
- Geoffroys Täubchen (Paraclaravis geoffroyi)
- Purpurbrusttäubchen (Paraclaravis mondetura)

## Belege